# Love Yourself
Singles de Justin Bieber
Sorry
(2015) Company
(2016)
Love Yourself est une chanson de Justin Bieber sortie en 2015, extrait de son album Purpose.
Elle a été écrite par l'auteur-compositeur-interprète Ed Sheeran et composée par Benny Blanco, qui l'a également produite.
Le clip vidéo est un des plus visionnés de l'artiste avec plus d'un milliard et demi de visionnages sur YouTube.

## Certifications
| Pays             | Association  | Certification | Ventes/Équivalence |
| ---------------- | ------------ | ------------- | ------------------ |
| Allemagne        | BVMI         | 3x or         | 600 000            |
| Australie        | ARIA         | 6x platine    | 420 000            |
| Autriche         | IFPI Austria | or            | 15 000             |
| Belgique         | BEA          | 2x platine    | 100 000            |
| Canada           | Music Canada | 7x platine    | 560 000            |
| Danemark         | IFPI Danmark | 4x platine    | 360 000            |
| Espagne          | PROMUSICAE   | 3x platine    | 120 000            |
| États-Unis       | RIAA         | 7x platine    | 7 000 000          |
| Italie           | FIMI         | 5x platine    | 250 000            |
| Nouvelle-Zélande | RIANZ        | 5x platine    | 75 000             |
| Pologne          | ZPAV         | 3x platine    | 60 000             |
| Royaume-Uni      | BPI          | 3x platine    | 1 800 000          |
| Suède            | GLF          | 9x platine    | -                  |